# Дубровка (Мостовский район)
Дубровка (бел. Ду́браўка) — деревня в Мостовском районе Гродненской области Беларуси. В составе Куриловичского сельсовета.

## География
Ближайшие населённые пункты Боруки (Зельвенского района), через реку Щара — Скрунди (Дятловский район) и др.

### Гидрография
Протекает река Луконица.

## История
С 1904 года в Слонимском уезде Гродненской губернии.
До 2013 года деревня входила в состав Озёрковского сельсовета.

## Население

### Численность
- 2009 год — 13 жителей

### Динамика
- 1999 год — 31 жителей (перепись населения)
- 2009 год — 13 жителей (перепись населения)[2]

## Достопримечательность
- Курганный могильник —  Историко-культурная ценность Республики Беларусь, шифр 413В000373.